# Jurij Denisiuk
Jurij Nikołajewicz Denisiuk, ros. Юрий Николаевич Денисюк (ur. 27 lipca 1927 w Soczi, zm. 14 maja 2006 w Sankt Petersburgu) – rosyjski fizyk, profesor. 
Jego prace dotyczyły głównie holografii. Został odznaczony m.in. Orderem Czerwonego Sztandaru Pracy i Orderem „Znak Honoru”. Laureat Nagrody Leninowskiej (1970) oraz dwukrotnie Nagrody Państwowej ZSRR (1982 i 1989).